# Donino
Donino (bulgariska: Донино) är ett distrikt i Bulgarien.   Det ligger i kommunen Obsjtina Gabrovo och regionen Gabrovo, i den centrala delen av landet, 170 km öster om huvudstaden Sofia.
I omgivningarna runt Donino växer i huvudsak lövfällande lövskog. Runt Donino är det ganska tätbefolkat, med 120 invånare per kvadratkilometer.